# Joachim Steinbacher
Joachim Steinbacher (* 18. November 1911 in Höxter; † 31. Juli 2005 in Bad Homburg vor der Höhe) war ein deutscher Ornithologe.

## Leben
Steinbachers Begeisterung für die Vogelbeobachtung begann bereits in seiner frühen Schulzeit. Beeinflusst und unterstützt wurde er dabei von seinem Onkel, Friedrich Steinbacher, der ebenfalls ein renommierter Ornithologe war. Joachim Steinbacher reiste häufig nach Berlin und begleitete seinen Onkel auf dessen Exkursionen. Nach Beendigung des Gymnasiums arbeitete Steinbacher an der Vogelwarte Helgoland und nahm an einem Projekt über Vogelwanderungen teil, das sich über große Teile der Nordsee erstreckte. 1931 schrieb er sich an der Universität in Göttingen ein und bald darauf studierte er in Berlin. Zwischen den Semestern arbeitete Steinbacher im Vogelberingszentrum der Vogelwarte Rossitten, wo er hauptsächlich Studien über die Schwarzkopfmöwe und den Weißstorch betrieb.
Unter der Leitung von Oskar Heinroth nahm Joachim Steinbacher 1936 gemeinsam mit Helmut Sick die erste Schallplatte mit Vogelstimmen auf. 1937 erschien die zweite Schallplatte mit Vogelgesang. Unter der Anleitung von Erwin Stresemann schrieb Steinbacher 1937 seine Doktorarbeit über die Anatomie und Systematik der Glanzvögel und Faulvögel.
Nach seinem Universitätsabschluss arbeitete er mehrere Monate als unbezahlter Praktikant im Berliner Zoo. Diese Erfahrung verstärkte sein Interesse an den Methoden der Haltung und Zucht von Vögeln in menschlicher Obhut. 1938 wurde Steinbacher Schriftleiter und Herausgeber der Fachzeitschrift Gefiederte Welt, eine Position, die er bis zum Tod im Jahre 2005 bekleidete.
Als Günther Niethammer 1940 nach Wien zog, wurde Steinbacher Leiter der ornithologischen Abteilung des Museum Koenig in Bonn. 1940 heiratete Steinbacher Elfriede Hecke, die ihn bei seinen Aktivitäten unterstützte und bei der Erstellung der Zeitschrift Gefiederte Welt mithalf. Elfriede Steinbacher starb 1990, das Paar blieb kinderlos. Nach dem Zweiten Weltkrieg kehrte Niethammer nach Bonn zurück und Steinbacher wurde Mitarbeiter am Senckenberg-Museum in Frankfurt am Main. 1951 publizierte er ein Buch über Vogelzug, von dem in der Folgezeit unautorisierte Ausgaben in Russisch und Chinesisch erschienen.
1954 wurde Steinbacher Kurator in der Abteilung für Ornithologe am Senckenberg-Museum. Zu seinen Forschungsschwerpunkten gehörten die Anatomie, die Teratologie (Fehlbildungen), die Ökologie, die Biogeographie, die Wanderungen, die Systematik und die Erhaltung von Vögeln. Steinbacher unternahm mehrere Expeditionen nach Afrika, Asien und Südamerika, insbesondere nach Paraguay.
Neben zahlreichen Artikeln für die Zeitschriften Gefiederte Welt und Natur und Museum war Steinbacher Mitherausgeber der drei Vogelbände von Grzimeks Tierleben und Co-Autor von Büchern über Prachtfinken, Wellensittichen und über die Vogelhaltung in Käfig und Volieren.
Er ist auf dem Waldfriedhof in Bad Homburg vor der Höhe begraben.

## Ehrungen und Mitgliedschaften
1965 wurde Steinbacher zum Ehreninspektor für den Naturschutz in Rumänien ernannt. 1971 wurde er zum korrespondierenden Mitglied der American Ornithologists’ Union gewählt. Nach seiner Pensionierung im Jahre 1976 wurde er Kurator Emeritus am Senckenberg-Museum. Er führte zahlreiche vogelkundliche Wanderungen für an Vögeln Interessierte durch. 1986 erhielt er die AZ Ehrennadel in Gold. 1992 wurden ihm das Bundesverdienstkreuz und die silberne Senckenberg-Medaille verliehen. Daneben war er Ehren-Vizepräsident der Loro-Parque-Stiftung auf Teneriffa.

## Schriften
- 1934: Alexander von Homeyer. In: Pommersche Lebensbilder. Band 1.
- 1937: Anatomische Untersuchungen über die systematische Stellung der Galbulidae und Bucconidae
- 1951: Vogelzug und Vogelzugforschung
- 1953: Vögel in Käfig und Voliere: Ein Handbuch für Vogelliebhaber
- 1954: Die Vögel Hessens
- 1955: Vogelbilder aus fernen Zonen – Papageien: Abbildungen und Beschreibungen
- 1957: Die Unzertrennlichen
- 1957: Das Buch vom Wellensittich
- 1960: Die Prachtfinken
- 1962: Beiträge zur Kenntnis der Vögel von Paraguay
- 1962: Mitteleuropäische Vögel
- 1965: Exotische Vögel in Farben: 157 der bekanntesten Arten, ihre Herkunft und ihre Wartung im Käfig und im Vogelhaus
- 2001: Prachtfinken: Australien, Ozeanien, Südostasien